# Vevê
Vevê (vèvè) é um elaborado estilo feito com o intuito de chamar os deuses (loás) para participar nas cerimônias do vodu haitiano e vodum. Podem ser pintados nas paredes do hunfor ou desenhados na farinha de mandioca, pólvora, giz ou cinzas no pé (altar principal) ou no chão do hunfor. Oferendas e sacrifícios (comida e bebida) são postos sobre os vevês e cada loá tem o seu próprio, embora haja algumas variações regionais.

### Exemplos

Vevê de Aizã
Vevê de Barão Samedi
Vevê de Maman Brigitte
Vevê de Dambalá
Vevê de Papa Lebá
Vevê de Ogum